# Eixendorf (Neunburg vorm Wald)
Eixendorf ist ein Ortsteil der Stadt  Neunburg vorm Wald im Landkreis Schwandorf in Bayern.

## Geographie
Eixendorf liegt circa sechs Kilometer östlich von Neunburg vorm Wald an der ehemaligen Bahnstrecke Bodenwöhr–Rötz im Gebiet der Eixendorftalsperre.

## Geschichte
Der Name Eixendorf stammt von der Siedlung eines Isso, Ihso oder Izo.
1416 wurde ein Hans von Forster zu Eyssendorf erwähnt.
Am 23. März 1913 war Eixendorf Teil der Pfarrei Neunburg vorm Wald und hatte 13 Häuser und 66 Einwohner.
1975 wurde die Eixendorftalsperre in Betrieb genommen. Im angelegten Stausee versank der größte Teil von Eixendorf.
Am 31. Dezember 1990 hatte Eixendorf 21 Einwohner und gehörte zur Pfarrei Neunburg vorm Wald.
Zur Verbindung der Städte Rötz und Neunburg vorm Wald wurde die Staatsstraße 2151 breit ausgebaut. Sie führt auf einer Brücke über den nördlichen Ausläufer des Eixendorfer Stausees. Da die breite Straße in dem bergigen, waldreichen und unübersichtlichen Gelände zu unaufmerksamem und schnellem Fahren verleitet, waren bereits mehrere Unfälle die Folge.

## Kultur und Sehenswürdigkeiten

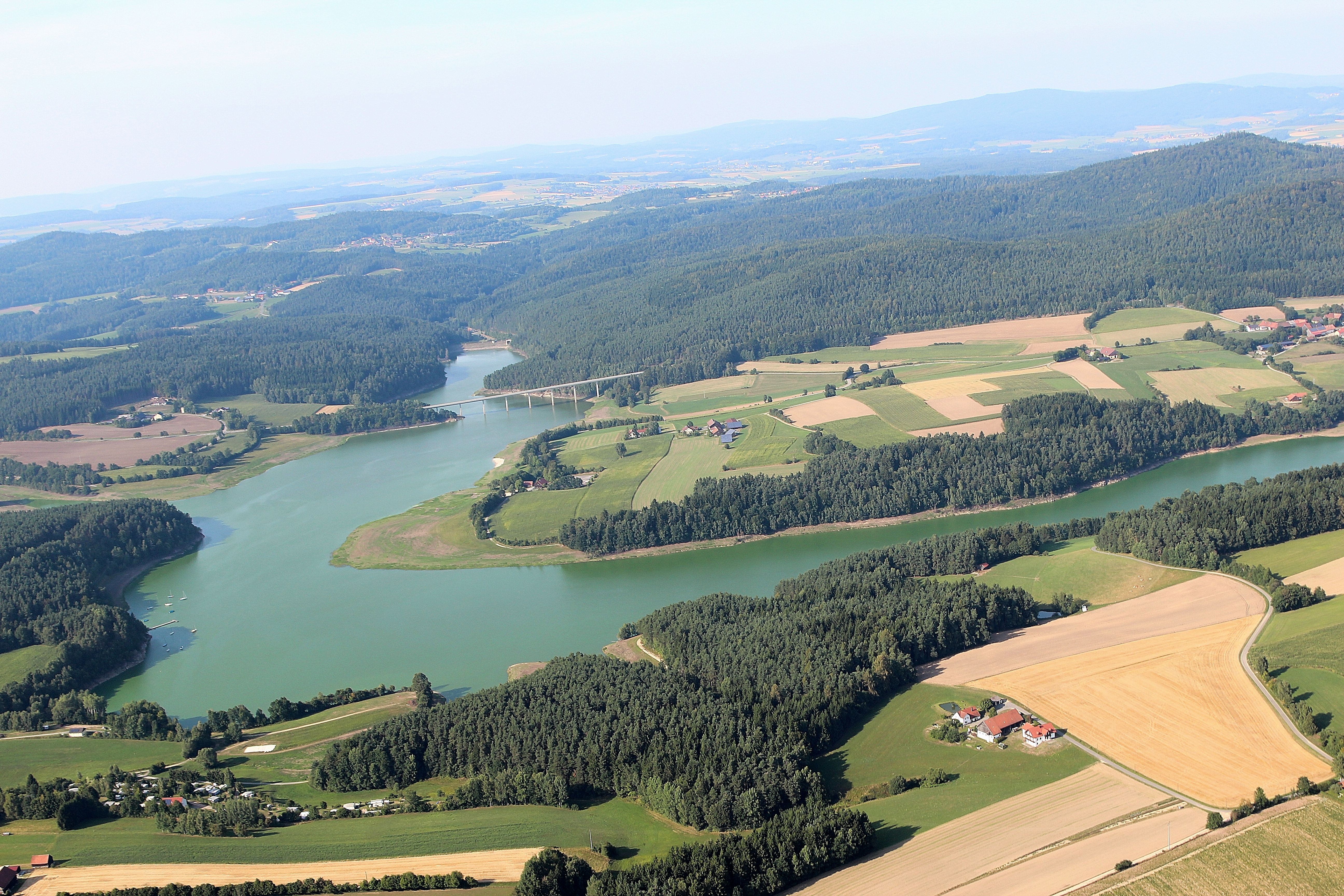
Eixendorftalsperre (2013)

Beim Bau des Stausees wurde die Figur des „stoanernen Steffls“ aus dem 17. oder 18. Jahrhundert in die Nähe des Hauses Eixendorf 5 versetzt. Bei dieser Skulptur handelt es sich um die lebensgroße Figur eines bärtigen nackten Mannes, die Lenden mit einem Blätterkranz umwunden, in der rechten Hand ein Baumstamm, die linke Hand auf die breite Brust gelegt. Sie hat Ähnlichkeit mit den wilden Männern im Stadtwappen an der Ostseite des Neunburger Rathauses. Zunächst stand die Figur auf einer über die Schwarzach führenden Brücke gegenüber der Skulptur eines Fischweibes. Diese Brücke stürzte bei einem Hochwasser 1784 oder 1824 ein, wobei die weibliche Figur verloren ging. Die männliche Figur wurde dann bis zum Bau des Stausees in die Mauer einer Mühle integriert.
Siehe auch: Liste der Baudenkmäler in Neunburg vorm Wald, Abschnitt Eixendorf